# Anthelephila mediospinis
Anthelephila mediospinis es una especie de coleóptero de la familia Anthicidae.

## Distribución geográfica
Habita en Guinea Francesa (África).